# Mercado auxiliar
Os mercados auxiliares são mercados alternativos ao cinema para longas-metragens, como vídeo doméstico, televisão, Pay Per View, VOD, streaming pela Internet, companhias aéreas e outros.  

## História
Antes da televisão, os estúdios exibiam seus filmes exclusivamente nos cinemas. No entanto, em 1950, muitos estúdios começaram a vender todos os seus longas-metragens anteriores a 1948 para distribuidores de televisão. Esses distribuidores usavam os filmes para preencher suas grades de programação.
Na década de 1960, foi criado o primeiro mercado auxiliar nos Estados Unidos para filmes de longa-metragem. A NBC foi a primeira a explorar esse mercado em 23 de setembro de 1961, ao exibir o programa "NBC Saturday Night at the Movies". Após o sucesso, a ABC se tornou a segunda emissora a exibir uma série de filmes em horário nobre, em 1962. Outra rede, a CBS, seguiu o exemplo e adicionou um programa de filmes em horário nobre em 1965.
Atualmente, os filmes de longa-metragem estreiam nas salas de cinema como forma de gerar receita de bilheteria e consolidar seu valor comercial. Após essa etapa inicial, são lançados nos mercados auxiliares seguindo uma ordem específica, conforme descrito a seguir:
- Vídeo e Pay Per View (PPV)
- Serviços de TV a cabo premium, como HBO e Telecine.
- Televisão a cabo
- TV Aberta
- Distribuição para outros canais

A ordem visa maximizar todo o potencial econômico de cada mercado.

## Videocassete
Os gravadores de vídeo domésticos se tornaram públicos quando a Sony lançou a fita Betamax de meia polegada, em 1975. Após o Betamax, a empresa JVC introduziu o Video Home System (VHS). Comercializado pela RCA e fabricado pela Matsushita, o VHS logo se tornou conhecido como o gravador de videocassete (VCR). Os VCRs, que davam ao consumidor a opção de gravar programas da televisão, representaram uma nova forma de concorrência no exigente mercado de consumo. A receita gerada pelos VCRs contribuiu para o desenvolvimento do mercado auxiliar de vídeo e DVD. Na década de 1980, cinco milhões de lares já possuíam VCRs. No entanto, os grandes estúdios ainda não haviam se adaptado às novas tecnologias de vídeo que estavam sendo desenvolvidas para o consumidor. Não havia expectativas de novos mercados ou oportunidades de expansão — até que um empreendedor, Andre Blay, abriu os olhos das companhias cinematográficas de Hollywood. Blay queria obter a licença para transferir e vender os filmes em fita. Após conseguir essa autorização e comprovar os benefícios de sua proposta, as produtoras passaram a integrar o mercado de distribuição em vídeo. As empresas não puderam negar o fato de que essa nova forma de distribuição representava uma nova fonte de receita.

## DVD
À medida que o mercado de VHS ficava saturado, diversos executivos e fabricantes de mídia gostaram da ideia de utilizar outras tecnologias de vídeo doméstico. Em 1993, a indústria cinematográfica atualizou sua tecnologia com a criação de vários novos formatos, incluindo o DVD, ou disco de vídeo digital. Muitos fabricantes, como os japoneses ( Hitachi, JVC, Matsushita Electric Works, Mitsubishi, Pioneer, Sony e Toshiba ) e os europeus ( Philips e Thomson) colaboraram para facilitar o desenvolvimento do DVD Forum. Em março de 1997, o lançamento dos sistemas de DVD nos EUA ocorreu sem problemas graças à solidariedade de Hollywood. Fabricantes e estúdios de cinema decidiram juntos evitar cometer o mesmo erro das batalhas do formato VHS e concordaram com um padrão universal de cooperação. Quando foram lançados pela primeira vez em 1997, os DVDs eram vendidos pelo baixo preço de US$ 20, pelo qual ofereciam imagens de alta qualidade e recursos extras especiais. Os consumidores gostaram das vantagens dos DVDs e logo ultrapassaram as vendas do VHS. 

## Televisão premium
Os primeiros serviços de televisão com tarifa premium foram Phonevision, Telemeter e SubscriberVision, entre outros. Nenhum deles obteve sucesso, até o lançamento do Home Box Office ( HBO ) em 1972, considerado o primeiro serviço de televisão por assinatura com tarifa premium de sucesso. Outros serviços foram lançados: Z Channel, Showtime, The Movie Channel, Cinemax, Spotlight e Home Theater Network .
Apenas HBO, Showtime, The Movie Channel e Cinemax sobreviveram até a década de 1980. Esses serviços de tarifa premium exibem filmes sem edição, sem cortes e sem comerciais, da mesma forma que foram exibidos nos cinemas e/ou em home theaters.

## Rede de televisão
Dos muitos mercados auxiliares existentes, nenhum era mais eficaz e lucrativo do que a televisão aberta, e eventualmente a distribuição começou. Amanda D. Lotz falou sobre a mudança radical em seu livro intitulado Television Will Be Revolutionized (2008). Ela menciona como o tempo passou e, à medida que a era pós-rede se desenvolvia, as formas limitadas que havia para a mídia ser distribuída foram eliminadas. O que estava se expandindo e evoluindo era a televisão aberta como um todo. No início os canais eram poucos e muito limitados. Mas logo veio a transição multicanal, seguida pela criação da TV a cabo. À medida que isso se expandia, a TV a cabo começou a ver nisso uma "galinha dos ovos de ouro" e começou a vender ações para diferentes redes para poder transmitir seus programas de estúdio. A Network Television não só abriu mercados auxiliares para a TV, mas também outros mercados. O videocassete se tornou uma mercadoria popular, porque o consumidor queria a opção de gravar. Isso fez com que a transição fosse lenta, levando ao DVD, que eliminou o videocassete, e finalmente ao DVR. O que parece ser exatamente isso, um videocassete e um DVD combinados. A televisão aberta deu um passo gigantesco quando passou a permitir que os programas tivessem datas de exibição diferentes e até mesmo vários horários de exibição. Isso permitiu que diferentes emissoras ainda pudessem lucrar com um filme antigo que já havia saído das bilheterias.

## Tornando a televisão segura para o cinema
De acordo com McDonald e Wasko, o interesse de Hollywood no meio emergente da televisão data da década de 1920 e inclui experimentos com a tecnologia em desenvolvimento, um modelo alternativo de televisão como home theater, aplicações para frequências de televisão, bem como investimentos em empresas de transmissão que estavam explorando a televisão (Anderson, 1994; Hilmes, 1990; Wasko, 1994). As evidências sugerem que os estúdios claramente queriam controlar o desenvolvimento e a implementação da tecnologia televisiva. Para garantir esse controle, foi necessária a assistência da Comissão Federal de Comunicações, que regulamentou o desenvolvimento da televisão articulando padrões técnicos e regras operacionais e por meio do direito exclusivo da FCC de licenciar o uso de frequências de televisão para experimentação ou transmissão (McDonald e Wasko, p. 107).

## Video games
Os videogames são um mercado auxiliar em rápido crescimento para longas-metragens. A renda bruta geral dos videogames tem superado consistentemente a das vendas de filmes desde 2004. Devido ao interesse crescente em videogames, muitas grandes empresas de mídia e comunicação começaram a demonstrar interesse em videogames como uma forma de comercializar, divulgar e anunciar seus produtos. Alguns filmes que se beneficiaram disso são as séries Harry Potter, Senhor dos Anéis e James Bond . Como a indústria de videogames conseguiu superar muitos filmes em bilheteria e em bilheteria, os fabricantes de videogames estão começando a olhar na direção de produzir seus próprios filmes também. Os produtores de Halo da Microsoft decidiram ultrapassar os estúdios de Hollywood e produzir seu próprio filme. 
Hollywood tem demonstrado interesse na indústria de videogames como um mercado auxiliar quase desde que os videogames existem. O objetivo da indústria cinematográfica dentro da indústria de videogames é buscar o controle e, portanto, a propriedade do mercado de videogames ou licenciar produtos para produtores de videogames. Quando os lucros dos videogames estão altos, é quando Hollywood busca o controle. Por outro lado, quando os lucros caem, é quando Hollywood oferece o licenciamento. A colaboração sempre foi problemática, pois a indústria cinematográfica estava incerta sobre o desenvolvimento de videogames. Hollywood viu os videogames como outro esquema promocional para um filme. 

## Música gravada
Hollywood tem tido interações com a indústria da música gravada que remontam ao próprio sistema de estúdio. As interações entre os dois incluem três períodos principais: 1927-1957: música gravada como uma forma de promoção, 1957-1977: música gravada como promoção cruzada e receita auxiliar, e 1977-1997: música gravada como promoção cruzada, fluxo de receita auxiliar e meio de distribuição de risco. Além do valor promocional da música, os estúdios perceberam que "um sucesso nas paradas era uma forma eficaz de gerar receita adicional para suas empresas, tanto em termos de royalties de publicação e execução quanto, é claro, em vendas diretas". A música gravada provou ser de grande valor como um mercado auxiliar para a indústria cinematográfica. 